# Sankt Wolfgang
Sankt Wolfgang è un comune tedesco di 4 189 abitanti, situato nel land della Baviera.